# Христианско-социальный союз
Христианско-социальный союз в Баварии (ХСС) (CSU — Christlich-Soziale Union in Bayernо файле) — политическая партия в Германии.
Партия основана 13 октября 1945 года и позиционирует себя как консервативная партия на демократической платформе и выступает за воплощение христианских общечеловеческих идеалов в государственной политике. Действует только в Свободном государстве Бавария (Бавария), однако регулярно получает места в немецком Бундестаге, где со своей «сестринской» партией — Христианско-демократическим союзом — образует единую фракцию ХДС-ХСС. В Европарламенте входит во фракцию Европейской народной партии. В самой Баварии ХСС долгое время является правящей партией. Насчитывает около 148 тысяч членов (декабрь 2013 года) и по этому показателю является третьей по величине партией в Германии после ХДС и СДПГ.

## История

### Основание партии
Первые христианско-консервативные группы на муниципальном уровне стали возникать сразу же после разгрома нацистской Германии. Эти группы преследовали цель создания партии, которая станет мощным противовесом СДПГ и КПГ. Центрами объединения таких местных партий в общебаварский союз стала мюнхенская группа во главе с Йозефом Мюллером, Карлом Шарнаглем и Йозефом Баумгартнером, а также вюрцбургская партийная ячейка во главе с Адамом Штегервальдом.
12 сентября 1945 года в Мюнхене было решено основать «Баварский Христианско-Социальный союз», который формально был образован 11 октября. 13 октября был учреждён ХСС в Вюрцбурге. 17 декабря 1945 года временный земельный комитет избрал Йозефа Мюллера исполняющим обязанности председателя. Наконец, 8 января 1946 года состоялось общебаварское учредительное собрание ХСС, где был принят временный партийный устав. Второе земельное собрание, состоявшееся 14 — 15 декабря 1946 года приняло постоянный устав, партийную программу и закрепило полномочия Й. Мюллера как председателя.

### Председательство Й. Мюллера
На выборах в Учредительное собрание Баварии, которые стали первыми общебаварскими выборами, ХСС удалось завоевать поддержку 58,3 % избирателей и тем самым провести в собрание 109 депутатов из 180. А начиная с первых выборов в ландтаг Баварии в декабре 1946 года, на которых ХСС получил 52,3 % голосов избирателей, партия стала формировать правительство и определять кандидатуру премьер-министра Баварии. Первым избранным главой правительства Баварии стал Ганс Эхард. Новый премьер-министр, несмотря на абсолютное большинство в ландтаге, решил сформировать коалиционное правительство из самого ХСС, СДПГ и Объединения экономического восстановления (ОЭВ). Однако коалиция просуществовала лишь до сентября 1947 года, поскольку довольно быстро возникли противоречия между СДПГ и ХСС. В этой связи было сформировано однопартийное правительство, действовавшее до 1950 года.
Первые годы деятельности ХСС сопровождались борьбой внутрипартийных крыльев:
- сторонников председателя Й. Мюллера, которые желали видеть в ХСС межконфессиональный союз широких слоёв населения;
- сторонников бывшей Баварской народной партии (БНП) во главе с Фрицем Шеффером и Алоисом Хундхаммером, которые стремились фактически возродить БНП в рамках Христианско-Социального союза.

В условиях внутрипартийной борьбы в ХСС на политической арене Баварии возникла Баварская партия, которая не только составила серьёзную конкуренцию ХСС, но и оттянула значительное количество его членов и избирателей.
Период председательства Й. Мюллера также стал для ХСС временем выбора на автономное от ХДС существование. В отличие от христианско-консервативных партий других земель, которые в 1950 году объединились в Христианско-демократический союз (ХДС), ХСС так и остался самостоятельным и организационно ограниченным только рамками земли Бавария. Партия отвергла сперва подчинение берлинскому ХДС, а затем ХДС британской зоны под руководством Конрада Аденауэра.
Тем не менее обе партии с момента своего основания наладили тесное сотрудничество в рамках так называемого «Рабочего сообщества ХДС/ХСС», которое стало организационной основой их коалиции. Уже при организации Экономического совета Бизонии в 1947 году рабочее сообщество выдвинуло представителя ХСС Йоханнеса Землера на наиболее важный пост директора управления экономики, а в самом совете ХДС и ХСС были организованы в единую фракцию. Во время функционирования Парламентского совета, который разрабатывал Основной закон ФРГ в 1948—1949 годах, обе партии вновь объединились во фракционное сообщество, председателем которого стал член ХСС Антон Пфайффер. Тем не менее, разногласия, существовавшие между ХДС и ХСС, не позволили объединиться им в единую партию, и отношения ограничились рамками рабочего сообщества. В частности большинство делегатов ХСС (6 из 8) отвергли окончательный проект Основного Закона, поскольку партия сочла, что он существенно ограничивает самостоятельность земель. Аналогично фракция ХСС проголосовала против Основного Закона и в баварском ландтаге, тем самым Бавария стала единственной землёй, которая отвергла этот учредительный документ. Однако поскольку Бавария дала обязательство подчиниться западногерманской конституции в случае её утверждения более 2/3 земель, Основной Закон вступил в силу и на этой территории.
В самом ХСС в это время обостряется внутрипартийный конфликт, который закончился оттоком его членов и избирателей в ряды Баварской партии. В результате Й. Мюллер был смещён с поста председателя, а новым руководителем партии стал премьер-министр Баварии Ганс Эхард.

### Председательство Г. Эхарда
Первые выборы в Бундестаг принесли ХСС огромное разочарование: партия набрала всего 29,2 % голосов жителей Баварии, что позволило ей провести в парламент страны 24 депутата. Тем не менее в первом федеральном правительстве К. Аденауэра члены ХСС получили сразу три министерских портфеля: министра финансов (Фриц Шеффер), сельского хозяйства и продовольственного снабжения (Вильгельм Никлас), а также почты и связи (Ганс Шуберт). В этой связи представители ХСС в бундестаге для удержания этих министерских портфелей и продвижения своих интересов вынуждены были жертвовать своей самостоятельной позицией в пользу Рабочего сообщества ХДС/ХСС. Руководителем группы ХСС в бундестаге стал молодой политик Франц Йозеф Штраус, который был избран заместителем председателя фракции ХДС/ХСС, а с 1953 года стал регулярно получать министерские портфели.
На выборах в баварский ландтаг 26 ноября 1950 года ХСС понёс ощутимые электоральные потери. Партия смогла набрать лишь 27,4 % голосов избирателей и даже уступила СДПГ (28 %). Баварская партия, в свою очередь смогла набрать 17,9 % голосов. 12,3 % набрал Общегерманский блок / Союз изгнанных и обездоленных (ОБ/СИО), также оттянувший голоса у ХСС. В результате была создана правительственная коалиция из ХСС, СДПГ и ОБ/СИО. Премьер-министром остался Г. Эхард.

После выборов 28 ноября 1954 года ХСС впервые стал оппозиционной партией. Несмотря на увеличение поддержки избирателей, достигшей 38 %, переговоры с СДПГ — возможным партнёром по коалиции — провалились. В результате была создана четверная коалиция — СДПГ, БП, ОБ/СИО и СвДП — а новым премьер-министром назначен Вильгельм Хёгнер.

### Председательство Ханнса Зайделя
Будучи в оппозиции, ХСС пытался разрушить правящую коалицию и перетянуть кого-нибудь из коалиционных партнёров на свою сторону. Это ему удалось в 1957 году, когда из коалиции вышли СвДП и ОБ/СИО, а В. Хёгнер ушёл в отставку. В результате была сформирована новая правящая коалиция в составе ХСС, ОБ/СИО и СвДП во главе с новым председателем ХСС Ханнсом Зайделем. После выборов в ландтаг в 1958 году, на которых ХСС сумел набрать уже 45,6 % голосов, эта коалиция была продолжена. В 1959 году ХСС удалось нанести сокрушительный удар конкуренции Баварской партии. 8 августа были приговорены к тюремному заключению высшие функционеры БП в так называемой «игорной афере» в связи с ложными высказываниями, данными под клятвой. ХСС до этого собрал обвинительный материал против БП и принял участие в раскрытии этого дела.
На выборах в бундестаг в 1957 году партия получила 20 % голосов избирателей Саара. В отличие от ХДС ХСС поддерживал ХНП Саара (поддерживающую суверенитет Саара).
В 1960 года Х. Зайдель по состоянию здоровья подал в отставку с поста премьер-министра и выбрал в качестве своего преемника вновь Г. Эхарда, который исполнял свои обязанности вплоть до следующих выборов в ландтаг 1962 года. В свою очередь новым председателем ХСС 18 марта 1961 года был избран Франц Йозеф Штраус. На выборах в ландтаг 1962 года ХСС получил 47,5 % голосов и абсолютное большинство мандатов, которое партия удерживала вплоть до 2008 года. Новым премьер-министром был назначен представитель ХСС Альфонс Гоппель.

### Эра Ф. Й. Штрауса
Председательство Ф. Й. Штрауса ознаменовалось дальнейшим ростом популярности ХСС. На выборах в ландтаг в 1966 году ХСС набрал 48,1 %, в 1970 — 56,4 %, а в 1974 году — рекордный за всю историю партии 62,1 % голосов. Всё это время премьер-министром Баварии являлся Альфонс Гоппель, который занимал свою должность вплоть до 1978 года.
Несмотря на крупный успех и рост электоральной поддержки в Баварии, на федеральном уровне ХСС становится оппозиционной партией. Это было связано с тем что после выборов в Бундестаг 1969 года правящую коалицию образовали социал-демократы и СвДП. После этого Христианско-Социальный союз под руководством Ф. Й. Штрауса получил известность как консервативное крыло внутри фракции ХДС/ХСС. Так ХСС под руководством Ф. Й. Штрауса инициировал конституционный иск Баварии против соглашений ГДР и ФРГ 1972 года.
19 ноября 1976 года на собрании в местечке Вильдбад Кройт ХСС принял решение расторгнуть фракционный союз с ХДС, сформировать в Бундестаге самостоятельную фракцию, выйти за организационную ограниченность рамок Баварии и создать общефедеральный ХСС, так называемую «четвёртую партию». Официальным обоснованием этого решения стало желание ХСС иметь больше времени на выступление в парламенте и вести более эффективную оппозиционную деятельность. В этой связи председатель ХДС Гельмут Коль начал создавать отделение ХДС в Баварии, особенно в её швабских и франконских округах. Мало того социологические опросы показывали, что в случае создания ХДС Баварии Коль мог получить в этой земле около половины голосов, поскольку даже в глазах избирателей ХСС он выглядел предпочтительнее Штрауса:168. В этих условиях руководство ХСС вынуждено было отступить и 12 декабря 1976 года партия пересмотрела своё решение взамен на выдвижение Штрауса на пост федерального канцлера на выборах в Бундестаг в 1980 году.
В 1978 году Ф. Й. Штраус, вернувшись из Бонна, сменил А. Гоппеля на посту премьер-министра Баварии. В 1980 году рабочим сообществом ХДС/ХСС он был выдвинут кандидатом на пост федерального канцлера. Однако в результате выборов большинство вновь оказалось за коалицией СвДП и СДПГ во главе с Гельмутом Шмидтом. В 1982 году федеральным канцлером стал Гельмут Коль. Во время правления Г. Коля члены ХСС имели от 4 до 6 федеральных министерских портфелей. В это время Штраус оставался председателем ХСС и премьер-министром Баварии вплоть до своей смерти в 1988 году.

### Эра Э. Штойбера
После смерти Ф. Й. Штрауса ХСС вновь вернулся к разделению поста партийного лидера и должности премьера. Новым главой правительства был назначен Макс Штрайбль, а новым главой партии — Тео Вайгель. На период правления М. Штрайбля пришлось объединение Германии и Мюнхенская конференция 1990 года, на которой впервые с 1947 года собрались премьер-министры всех немецких земель и единогласно высказались за федеративное устройство объединённой Германии. В 1993 году Штрайбль в связи с так называемым «делом Амиго» подал в отставку.
Тем не менее, эта афера не повлияла на популярность ХСС и в 1994 году пост премьер-министра занял представитель ХСС Эдмунд Штойбер. В 1990-е годы ХСС инициировал масштабные приватизационные программы «В будущее Баварии путём интенсивного развития» (1994) и «В будущее Баварии путём интенсивного развития высоких технологий» (1999).
На выборах в Ландтаг Мекленбург-Померании ХСС получил 1,2 % голосов избирателей.
В 1998 году коалиция ХДС и ХСС потерпела поражение на выборах в Бундестаг, а канцлера Гельмута Коля сменил социал-демократ Герхард Шрёдер. В свою очередь ХСС впервые с 1953 года получил поддержку менее 50 % избирателей. В этой связи Тео Вайгель подал в отставку с поста председателя партии, а её новым лидером стал премьер-министр Баварии Э. Штойбер. В 1999 году совместно с ХДС партия начала сбор подписей против реформы права получения гражданства, выдвинув лозунг «Да — интеграции, нет — двойному гражданству». В итоге, партия смогла добиться пересмотра реформы.
Под председательством Э. Штойбера ХСС значительно увеличил свою поддержку, а сам Штойбер становится наиболее влиятельной фигурой в Рабочем сообществе ХДС/ХСС. В результате в 2002 году он был выдвинут кандидатом в федеральные канцлеры от ХДС/ХСС. На выборах в Бундестаг ХДС/ХСС увеличили свою поддержку по сравнению с прошлым результатом, однако Э. Штойберу так и не удалось мобилизовать своих сторонников на севере и востоке страны и канцлером вновь стал Г. Шрёдер.
На выборах в ландтаг 2003 года ХСС набрал 60,7 % голосов избирателей и стала единственной партией, которая заполучила 2/3 мандатов на региональных выборах. Однако с этого момента поддержка ХСС стала неуклонно снижаться. На выборах в Бундестаг в 2005 году ХСС потерял 9,3 % голосов по сравнению с предыдущими выборами и опустился к отметке в 49,3 %. Для того чтобы обеспечить значимость Христианско-Социального союза в запланированной большой коалиции под руководством Ангелы Меркель и сигнализировать ей поддержку ХСС, Штойбер должен был переехать в Берлин и занять пост руководителя новообразованного Министерства экономики и технологии. Однако он сразу же отказался от этого поста для разрешения внутрипартийного кризиса. К тому же Штойбер намеревался заменить программу ХСС 1993 года. В итоге предназначенный для него пост министра экономики и технологии занял руководитель группы ХСС в Бундестаге Михаэль Глос. Ещё один пост — министра защиты продовольствия, сельского хозяйства и защиты прав потребителей Германии — занял член ХСС Хорст Зеехофер.
18 января 2007 года Штойбер заявил об уходе с поста председателя ХСС и премьер-министра Баварии в октябре. В итоге осенью 2007 года новым премьер-министром Баварии стал Гюнтер Бекштайн, а председателем ХСС — Эрвин Хубер. Однако, на выборах, состоявшихся 28 сентября 2008 года, ХСС неожиданно получил менее 50 % голосов, что явилось серьёзным ударом по его престижу: за Христианско-Социальный союз отдали всего 43,4 % голосов (что на 17 % меньше, чем в 2003 году), СДПГ — 18,6 %, ассоциацию независимых избирателей — 8 %, партию зелёных — 9,4 % и СвДП — 8 %. В выборах приняли участие 58 % избирателей. В результате этих выборов, ХСС, за который на этот раз отдали свои голоса 43,4 % избирателей, впервые за последние 46 лет встал перед необходимостью создания коалиционного правительства. Произошли и персональные изменения: председатель партии, Эрвин Хубер, объявил об уходе со своего поста. А в октябре 2008 года подал в отставку и премьер-министр Гюнтер Бекштайн.

### Председательство Х. Зеехофера
Новым председателем ХСС и одновременно премьер-министром Баварии был выбран Хорст Зеехофер. Его бывший пост в федеральном правительстве заняла представительница ХСС Ильзе Айгнер, а после ухода Михаэля Глоса в феврале 2008 года с должности федерального министра экономики этот пост занял также член ХСС Карл-Теодор цу Гуттенберг. На чрезвычайном партийном собрании 27 октября 2008 года в Мюнхене было принято также соглашение о коалиционном партнёрстве с СвДП.
27 сентября 2009 года прошли выборы в Бундестаг. ХСС получил ещё меньше голосов, чем во время выборов в ландтаг в 2008 году — 42,6 %, что немедленно вызвало бурю критики против руководства Зеехофера.
В Бундестаге ХСС стал коалиционным партнёром ХДС и СвДП и получил 3 министерских портфеля: министра сельского хозяйства (Ильзе Айгнер), обороны (Карл-Теодор цу Гуттенберг) и транспорта, строительства и городского развития Германии (Петер Рамзауэр). Поскольку министерство экономики досталось СвДП, то Гуттенберг стал министром обороны. В качестве министра обороны он провёл ряд мер, которые должны привести к реформе Бундесвера, предусматривающую замену воинской повинности добровольной контрактной службой и сокращение вооружённых сил. Однако 1 марта 2011 года цу Гуттенберг покинул свой пост в связи с обвинениями в наличии плагиата в его докторской диссертации. Новым министром обороны стал бывший министр внутренних дел Томас де Мезьер (ХДС), а место де Мезьера занял представитель ХСС Ханс-Петер Фридрих.
4 октября 2010 года руководящий совет ХСС объявил о введении 40-процентной квоты для женщин в высших органах партии. Отныне партия будет стремиться к тому, чтобы как минимум 40 % всех руководящих должностей в партии занимали женщины.
На выборах в ландтаг 2013 года ХСС набрал 47,7 %, получив 101 место из 180, и сформировал однопартийное правительство во главе с Зеехофером. На федеральных выборах, проходивших через неделю после земельных, удалось ещё улучшить результат — ХСС набрал 49,3 % в Баварии.
В марте 2018 Зеехофер ушёл с поста премьер-министра Баварии и был назначен министром внутренних дел федерального правительства. Премьер-министром Баварии был утверждён представитель ХСС Маркус Зёдер.

### Председательство М. Зёдера
В январе 2019 М. Зёдер был избран председателем ХСС.

## Организационная структура
ХСС состоит из окружных ассоциаций (bezirksverband), окружные ассоциации из районных ассоциаций (kreisverband), районные ассоциации из местных ассоциаций (ortsverband).
Высший орган — земельный съезд (landesparteitag), между земельными съездами — Комитет партии (Parteiausschuss), между комитетами партии — Правление партии (Parteivorstand), должностные лица — Председатель партии (Parteivorsitzende), заместители Председателя партии (stellvertretende Parteivorsitzende), Земельный директор (Landesgeschäftsführer), Земельный казначей (Landesschatzmeister), 2 Контролёрf кассы (Kassenprüfer), высший контрольный орган — Арбитражный суд партии (Parteischiedsgericht).
Окружные ассоциации
Окружные ассоциации соответствуют округам.
Высший орган окружной ассоциации — окружной съезд (bezirksparteitag), между окружными съездами — окружное правление (bezirksvorstand), должностные лица окружной ассоциации — окружной председатель (bezirksvorsitzende), четыре заместителя окружного председателя (stellvertretende bezirksvorsitzende), окружной казначей (bezirksschatzmeister), окружной директор (bezirksgeschäftsführer), контролёр кассы (kassenprüfer), контрольный орган окружной ассоциации — окружной арбитражный суд (bezirksschiedsgericht).
Районные ассоциации
Районные ассоциации соответствуют районам и городам земельного подчинения.
Высший орган районной ассоциации — районное собрание представителей (kreisvertreterversammlung) в мелких районных ассоциациях — районное общее собрание (kreishauptvertreterversammlung), между районными съездами — районное правление (kreisvorstand), должностные лица районных ассоциаций — районный председатель (kreisvorsitzende), заместители районного председателя (stellvertretende kreisvorsitzende), районный казначей (kreisschatzmeister), районный директор (kreisgeschäftsführer), контролёр кассы (kassenprüfer).
Местные ассоциации
Местные ассоциации соответствуют городам, общинам и городским округам.
Высший орган местной ассоциации — местное общее собрание (ortshauptversammlung), между местными общими собраниями — местное правление (ortsvorstand), должностные лица местной ассоциации — местный председатель (ortsvorsitzende), два заместителя местных председателя (stellvertretende ortsvorsitzende), местный директор (ortsgeschäftsführer) (в местных ассоциациях имеющих более 250 членов), местный казначей (ortsschatzmeister), контролёр кассы (kassenprüfer).
Союзы
- «Молодёжный союз» (Junge Union)
- «Женский Союз» (Frauen-Union)
- «Средний класс в Союзе» (Mittelstands-Union)
- «Рабочий Союз» (Arbeitnehmer-Union)
- «Пенсионный Союз» (Senioren-Union)
- Муниципально-политическое объединение (Kommunalpolitische Vereinigung)

Рабочие группы
- Рабочая группа внешней политики и безопасности (Arbeitskreis Außen- und Sicherheitspolitik, ASP)
- Рабочая группа полиции и внутренней безопасности (Arbeitskreis Polizei und Innere Sicherheit, POL)
- Рабочая группа публичной службы (Arbeitskreis Öffentlicher Dienst, OeD)
- Рабочая группа юристов (Arbeitskreis Juristen, AKJ)
- Рабочая группа высшей школы и культуры (Arbeitskreis Hochschule und Kultur, AKH)
- Рабочая группа образования и спорта (Arbeitskreis Schule, Bildung und Sport, AKS)
- Рабочая группа по вопросам окружающей среды и регионального развития (Arbeitskreis Umweltsicherung und Landesentwicklung, AKU)
- Евангелическая рабочая группа (Evangelischer Arbeitskreis, EAK)
- Рабочая группа здравоохранения (Gesundheitspolitischer Arbeitskreis,GPA)
- Рабочая группа «ХСС в Интернете» (Arbeitskreis CSUnet)
- Рабочая группа по энергетики (Arbeitskreis Energiewende)
- Рабочая группа по сельскому хозяйству (AG Landwirtschaft)

Рабочие группы состоят из окружных ассоциаций, окружные ассоциации из районных ассоциаций.
Высший орган рабочей группы — земельное собрание (landesversammlung), между земельными собраниями — земельное правление.

### Книги
- Попов И.Д. Христианско-Социальный союз в Баварии: организационное и идейное становление (1945-1949 гг.). — Саарбрюкен: LAP LAMBERT Academic Publishing, 2011. — 252 с. — ISBN 978-3-8433-2258-4.
- Стрелец М.В. Христианско-Социальный союз в Баварии (ФРГ): идеология и политика. Монография. — Брест: Издательство БГТУ, 2004. — 410 с. — ISBN 985-493-007-6.
- Geschichte einer Volkspartei: 50 Jahre CSU — 1945-1995 / Hanns-Seidel-Stiftung; [Red.: Burkhard Haneke, Dr. Renate Höpfinger]. — Sonderausgabe der Politischen Studien. — Grünwald: ATWERB-Verlag KG, 1995. — 816 S. — ISBN 3-88795-220-0.
- Mintzel A. Die CSU: Anatomie einer konservativen Partei. 1945-1972 / Mit einem Vorw. von O. Stammer. — 2. Aufl. — Opladen: Westdt. Verl., 1978. — 776 S.
- Mintzel A. Geschichte der CSU: Ein Überblick. — Opladen: Westdt. Verl., 1977. — 498 S.
- Schlemmer Th. Aufbruch, Krise und Erneuerung: Die Christlich-Soziale Union 1945 bis 1955. — München: Oldenbourg, 1998. — 554 S. — ISBN 978-3-486-56366-5.

### Статьи
- Андреев А. Необходимость диалога: [о Христианско-социальном союзе (ХСС) - одной из самых влиятельных партий современной Германии] // Москва. — 1999. — № 2. — С. 146—151. — ISSN 0131-2332.
- Борозняк А.И. К истории формирования ХДС/ХСС // Ежегодник германской истории 1973. — М.: Наука, 1974. — С. 317—338.
- Истягин Л.Г. Баварский форпост западногерманской реакции // Мировая экономика и международные отношения. — 1975. — № 12. — С. 92—99. — ISSN 0131-2227.
- Минтцель Й.А. Христианско-Социальный союз (ХСС) — политика для Баварии и Германии // Актуальные проблемы Европы. — 2007. — № 1. — С. 101—127. — ISSN 0235-5620.